# Uranus
Uranus (symbol: ⛢ eller ♅) är den sjunde planeten från solen. Uranus är en av solsystemets fyra jätteplaneter - Jupiter, Saturnus, Uranus och Neptunus - och är av ungefär samma storlek som Neptunus. Planetens diameter är ungefär 50 000 km (ca 4 gånger så stor som jordens) och massan cirka 14,5 jordmassor. Planetens rotationsaxel har en lutning på hela 98 grader, vilket innebär att planeten snarast ”rullar” genom rymden på sin bana runt solen. Det tar 84 år för Uranus att fullborda ett varv runt solen.
På grund av Uranus lutning ger det mycket märkliga dygn och år. Under ungefär halva banan får nordpolen hela tiden solljus och det är sommar norr om ekvatorn. Sommaren följs av en 42 år lång vinter med norra halvklotet ständigt i natt eftersom det är vänt bort från solen.
Dygnets längd kan vara olika beroende på var på Uranus man befinner sig. Vid polerna varar ett dygn från soluppgång till soluppgång i 42 jordår alltså 1/2 uranusår. Men i närheten av ekvatorn mätt från soluppgång till soluppgång är ett dygn 17 timmar.
Avståndet mellan jorden och Uranus är cirka 3 miljarder kilometer. För Voyager 2 tog resan 8 år och 5 månader.

## Uranus uppkomst
Uranus och de övriga jätteplaneterna måste ha bildats på ett annat sätt än det inre solsystemet, men hur är okänt. I likhet med alla de andra planeterna bildades Uranus av rester från det gasmoln och det rymdstoft som gav upphov till solen. Det finns två teorier om hur gasjättarna bildades. Den ena är att partiklar av is och stoft kolliderade och slogs ihop till de yttre planeternas fasta kärnor, som sedan drog till sig gaser genom sin tyngdkraft. Den andra är att den skiva av rymdgrus som omgav den unga solen sprack upp i mindre klot av gas och stoft som sedan drogs samman till planeter. Under miljontals år kolliderade fasta partiklar med varandra och byggde därigenom upp de stora klumpar av sten och metall som kallas planetesimaler. De blev tillräckligt stora för att deras egen tyngdkraft skulle dra till sig mer materia, och ibland kolliderade de och slogs ihop med varandra. Anledningen till att Uranus är mindre än de inre gasjättarna är möjligen att det fanns mindre materia i de yttre delarna av det nybildade solsystemet.[källa behövs]

## Fysiska egenskaper

### Inre struktur

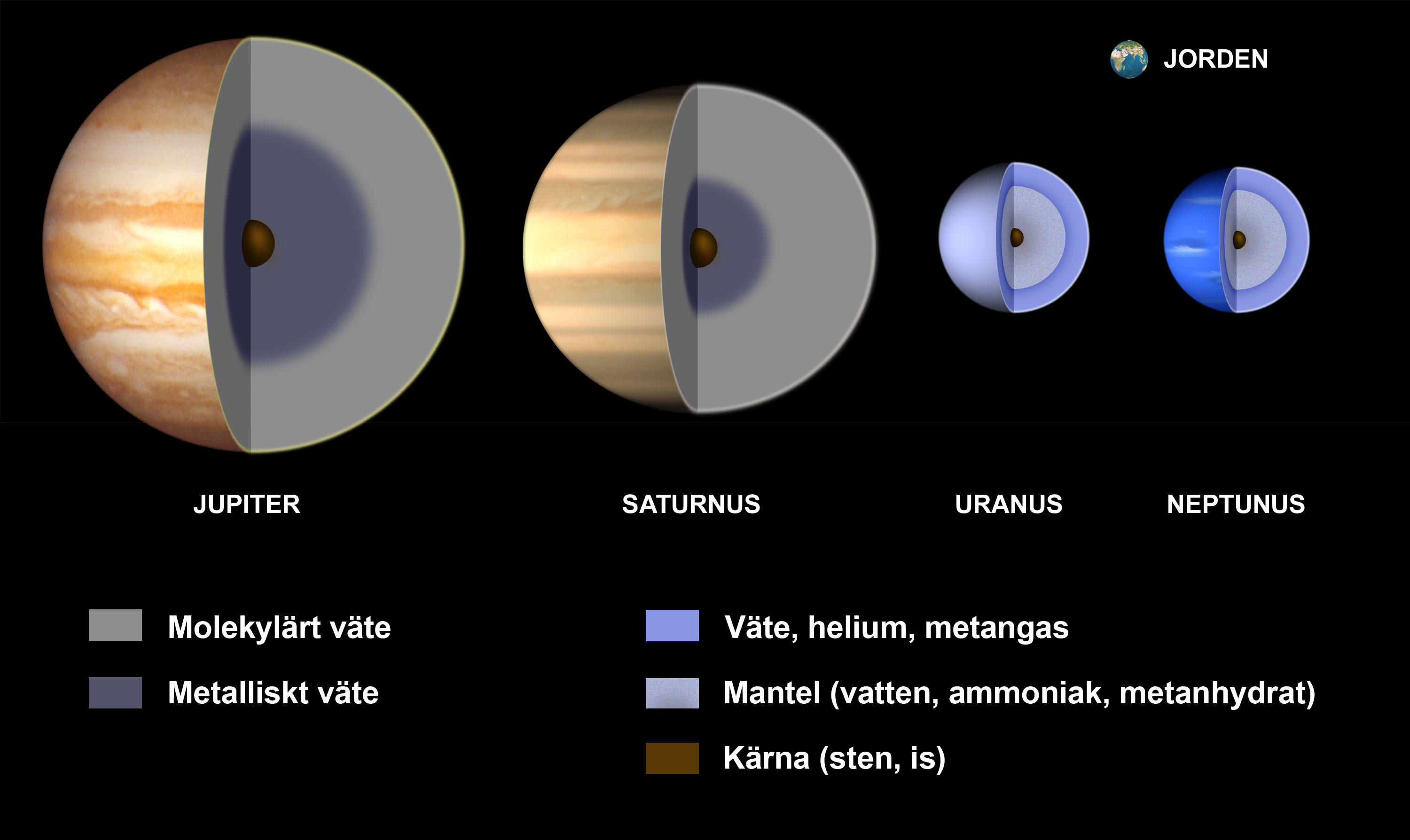
Jätteplaneternas inre

Uranus är täckt av moln och har ett grönblått skimmer. Det grönblåa ljuset beror på att det finns metan, i form av små kristaller,  i atmosfären som absorberar allt rött ljus, vilket gör att det reflekterade ljuset är grönblått.
Uranus består av fyra lager. Det yttre lagret, atmosfären, består av cirka 82,6 % väte, 15,2 % helium och 2,3 % metan. Längre in omvandlas gaserna efterhand till vätska under inverkan av trycket. En fjärdedel in i planeten ersätts vätskan av ett lager sörjig ”is” som består av vatten, ammoniak och andra tunga kemiska föreningar som blivit fasta och sjunkit mot planetens centrum. Detta islager upptar större delen av Uranus volym. Tidigare har Uranus klassificerats som en gasjätte likt Jupiter och Saturnus vilkas massa till cirka 90 % består av väte. För Uranus utgör vätet endast 20 % och den har i stället (liksom Neptunus) börjat kallas isjätte.
Eftersom isen trycks ihop så hårt av tyngdkraften är den mycket het och delvis smält. Detta sörjiga lagers ständiga virvlande ger upphov till dess magnetfält. I centrum av Uranus finns en fast kärna som innehåller huvuddelen av planetens massa. Uranus kärna är ungefär lika stor som jorden. Astronomer tror att planetens mitt dras samman under tyngdkraften och avger värme när trycket ökar. Något liknande händer inuti Jupiter och Saturnus.

### Magnetfält
Uranus har också ett ovanligt magnetfält som härleds ur manteln, alltså inte genom kärnan som är vanligast. Magnetfältet är 30 gånger starkare än jordens och det lutar 59° från rotationsaxeln. På jorden skulle det innebära att den magnetiska nordpolen skulle ligga i höjd med Marocko.

### Uranus ringar

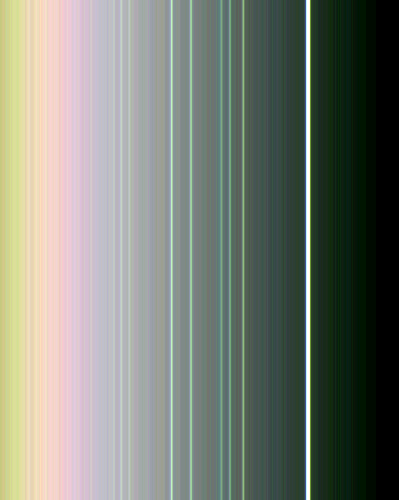
Uranus ringar. Bilden är färgbehandlad för att man ska kunna se ringarna bättre

Att Uranus har ett ringsystem har varit känt sedan 1977 när planeten passerade framför (ockulterade) en stjärna. Ringarna försvagade då stjärnljuset mätbart. Det slutgiltiga beviset kom när Voyager 2, som passerade Uranus 1986, skickade bilder som visade ett system av inte mindre än elva ringar. Upptäckten var viktig, eftersom man tidigare trodde att ringsystem runt planeter var något ganska ovanligt. Ringarna består av egna separata ringar likt Saturnus. Den enda skillnaden är att Uranus ringar består av fruset metan medan Saturnus ringar består av isklumpar.[källa behövs]
Ringarna består av sten, från små korn till block uppemot 10 meter, och is. Uranus ringar intar en mellanställning i solsystemet, då de är betydligt mindre påtagliga än Saturnus', men mer omfattande än Jupiters och Neptunus' och till skillnad från dessa har inslag av is. Inifrån är deras namn: 6, 5, 4, Alfa, Beta, Eta, Gamma, Delta, Lambda (1986UIR) och Epsilon. Den bredaste ringen, Epsilon, är på sitt bredaste ställe 96 km tvärsöver.

### Klimat
Uranus ligger cirka 2 870 miljoner km (2 ljustimmar och 40 ljusminuter) från solen; vilket är ungefär dubbelt så långt som Saturnus avstånd till solen. Det stora avståndet gör att temperaturen är cirka −210 grader i atmosfärens ovansida. På grund av den låga temperaturen befinner sig flera av ämnena på Uranus i fast form, t.ex. metan.[källa behövs]

### Atmosfär
Uranus atmosfär består av cirka 83 % väte, 15 % helium och 2 % metan. Liksom de andra jätteplaneterna har Uranus band av moln, men dessa är extremt ljusa. Den blå färgen på Uranus beror på att metanet i dess yttre atmosfär absorberar rött ljus. Det kan finnas färgade band som på Jupiter men dessa döljs i så fall av metanlagret. 

### Axelns lutning
Till skillnad från de flesta andra planeter, är Uranus axellutning nära parallell med planetens omloppsbana kring solen. Den roterar med en lutning av 98°, vilket anses bero på att planeten tippats över ända vid en kollision med en planetesimal av jordens storlek.[källa behövs] Eftersom vinkeln är större än 90° räknas rotationen som retrograd.

### Uranus månar

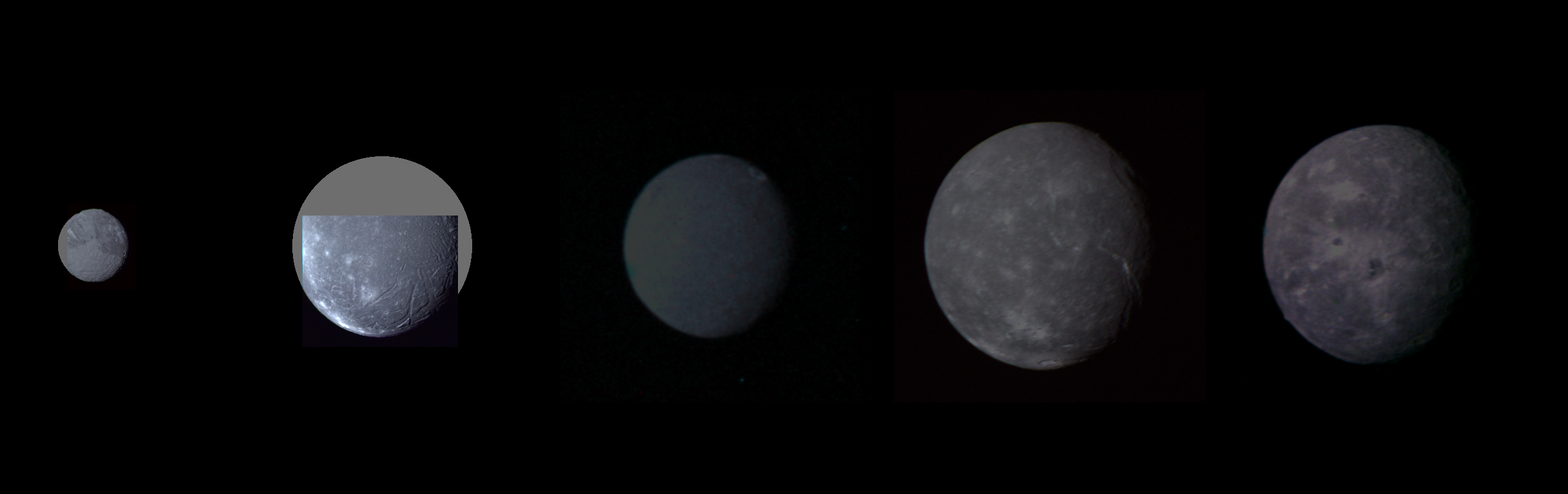
De större månarna hos Uranus i ordning med ökande avstånd (från vänster till höger) med deras relative storlek och albedo. Ett kollage av fotografier tagna av Voyager 2.

Uranus har i dagsläget 28 bekräftade månar, varav de fem största heter Miranda, Ariel, Umbriel, Titania och Oberon. Månarna har fått sina namn efter rollfigurer i William Shakespeares och Alexander Popes verk.
Uranus satellitsystem är det som har minst massa av satellitsystemen hos jätteplaneterna. Den sammanlagda massan hos de fem största månarna är till exempel mindre än hälften av Tritons.
Den största månen, Titania, har en radie på endast 788,9 km, eller hälften av månens, eller något mer än Rhea, Saturnus näst största måne. Det gör Titania till den åttonde största månen i solsystemet.
Månarna har låga albedo-värden, från 0,20 för Umbriel till 0,35 för Ariel. Månarna tros bestå av ungefär lika delar sten och is. Isen kan bestå av ammoniak och koldioxid.

## Rymdsonder vid Uranus

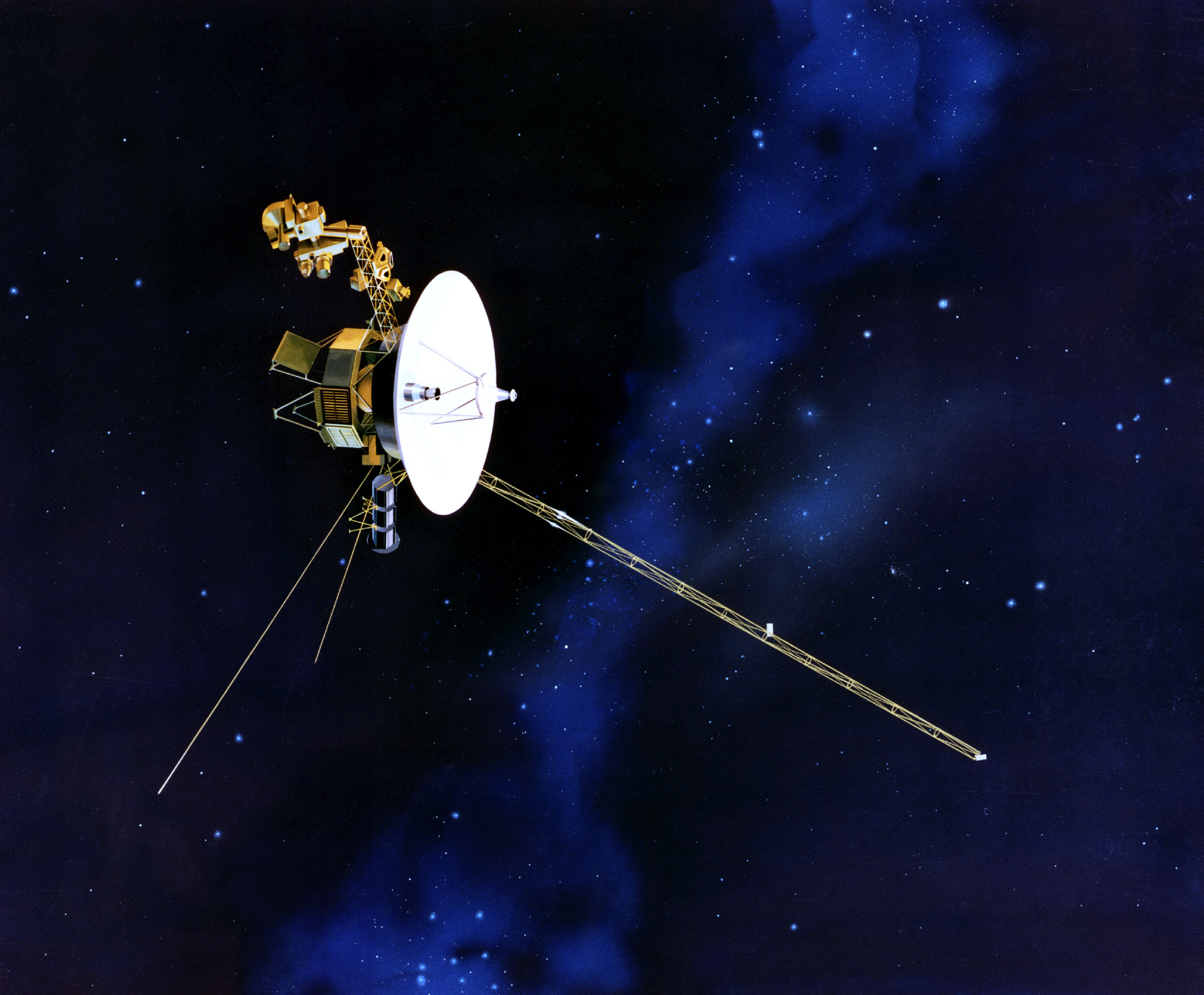
Voyager 2, den enda rymdsond som hittills nått Uranus

Den enda rymdsond som sänts till Uranus är Voyager 2, som passerade planeten den 24 januari 1986 och svepte förbi 81 500 km över molntopparna. Innan Voyager 2 nådde fram till Uranus kände man till 5 månar och 9 ringar; efteråt var antalet månar uppe i 15 och antalet ringar 11. Uranus rotationstid innan Voyager 2 nådde dit var uppskattad till mellan 16 och 24 timmar. Voyagers mätningar gav det exakta värdet 17 timmar och 14 minuter. Uranus magnetfält var också okänt men det visade sig vara kraftfullare än vad man trott. Voyager 2:s temperaturmätningar bland de översta molnen på Uranus visade -209 °C. Temperaturen verkade vara nästan densamma över hela planeten. Voyager 2 vägde 825 kg och passerade Uranus med en hastighet av 64 000 km/h innan den fortsatte mot Neptunus.[källa behövs]

## Den nya planeten

### Upptäckten
Uranus var den första planeten som upptäcktes med hjälp av teleskop. Uranus hade observerats flera gånger tidigare men då misstolkats som en stjärna, bland annat av den engelske astronomen John Flamsteed (1646–1719) som 1690 noterade den som "34 Tauri" på sin stjärnkarta. Den officiella upptäckten gjordes av den tyskfödde brittiske astronomen William Herschel den 13 mars 1781 då han höll på att leta dubbelstjärnor i stjärnbilden Tvillingarna. Först trodde Herschel att det var en komet, men med hjälp av den svenske astronomen Eric Prosperin som hade erfarenhet av banberäkningar konstaterade man att Uranus omloppsbana var nästan cirkelformig och den nyupptäckta himlakroppen fick planetstatus.

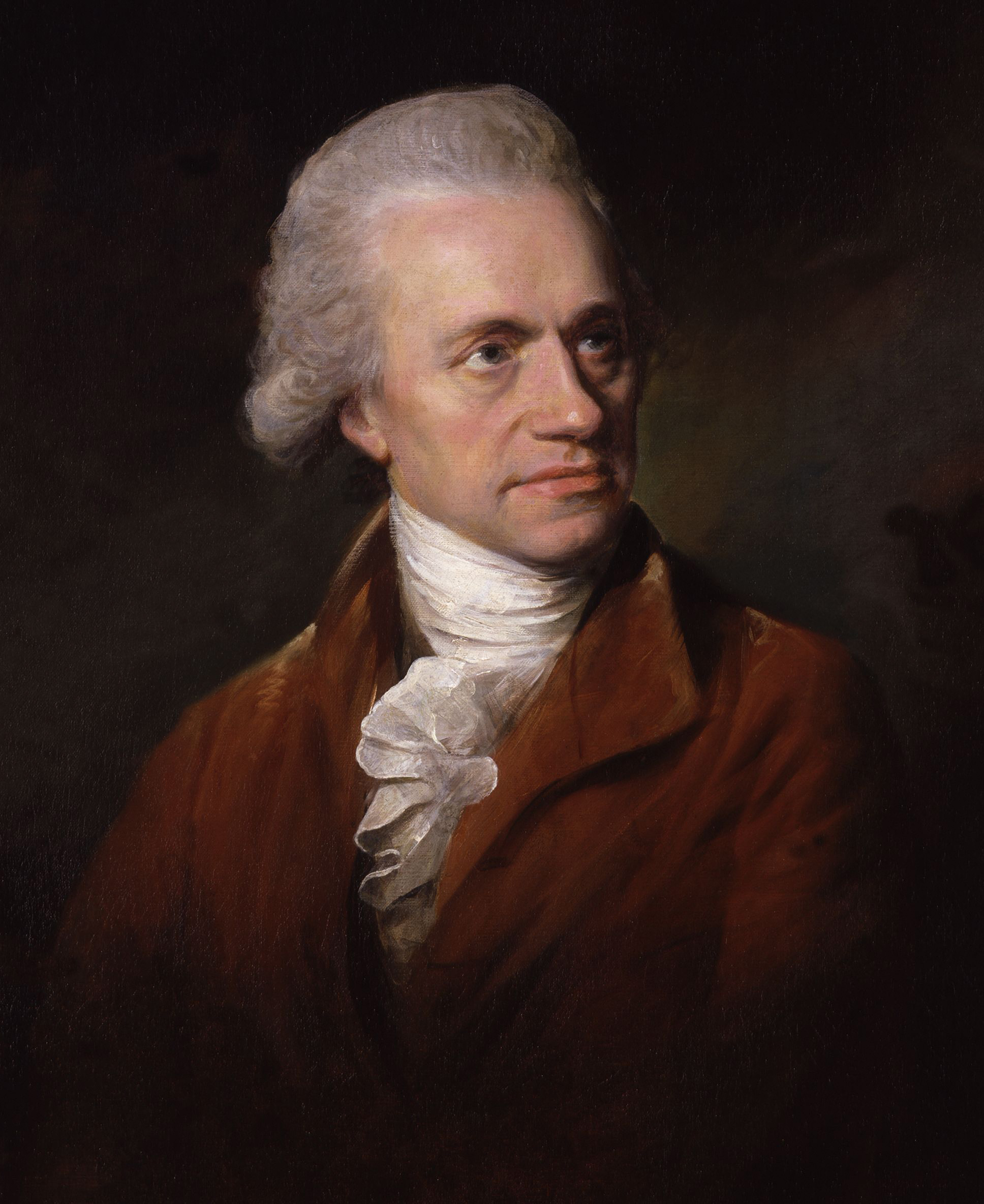
William Herschel, Uranus upptäckare

### Namngivning
Att ge den nya planeten ett namn var en ovan uppgift, som ska ses mot bakgrunden att detta var den första, upptäckta planeten i modern tid. Ingen av asteroiderna hade heller blivit upptäckta.
Herschel ville döpa planeten till ”Georgium Sidus” (Georges stjärna) efter kung George III av England. Han förklarade detta med att tiden för att döpa planeter efter gudarna nog var förbi. Att döpa efter en regent istället skulle ge en indikation när upptäckten gjorts. Herschels förslag var inte alls populärt utanför Storbritannien och det dök snart upp flera alternativa förslag. Astronomen Jérôme Lalande föreslog att planeten skulle heta Herschel för att ära upptäckaren.
Erik Prosperin föreslog Neptunus, vilket stöddes av astronomer som ville högtidlighålla den brittiska flottans segrar i det amerikanska frihetsskriget. Det fanns till och med förslag som Neptunus George III och Neptunus Stor-Britannien.
Johann Elert Bode föreslog Uranus, det latinska namnet för den grekiska himmelsguden Ouranos.  Han menade att eftersom Saturnus var fadern till Jupiter, borde den nya planeten namnges efter Saturnus fader.
1789 namngav Bodes kollega i Royal Academy, Martin Klaproth, sitt nyligen upptäckta grundämne "uranium" som ett slags stöd för Bodes val.
Slutligen blev Bodes förslag det mest använda och 1850, när HM Nautical Almanac Office ändrade sin namngivning från Georgium Sidus till Uranus, kan namnet Uranus sägas ha blivit helt accepterat.

### Namnet
Uranus har alltså sitt namn efter den grekiska himmelsguden Uranos (klassisk grekiska: Οὐρανός) – fader till Kronos och farfader till Zeus – vilket på latin blev "Ūranus".
Uranus är den enda planeten som fått hämta sitt namn från den grekiska mytologin, övriga från den romerska. Uranus har två astronomiska symboler, ♅ och ⛢. Den första, ♅, föreslogs av Lalande 1784. I ett brev till Herschel beskrev Lalande det som un globe surmonté par la première lettre de votre nom (en glob med den första bokstaven i ditt efternamn ovanför).
Ett senare förslag är en hybrid mellan symbolerna för Mars ♂ och solen ☉, eftersom Uranus är himlens gud i grekisk mytologi. Himlen tänks vara dominerad av de kombinerade krafterna av solen och Mars.
I kinesiskan, japanskan, koreanskan och vietnamesiskan översätts Uranus bokstavligen som ”himlens kungastjärna”, (天王星).